# 榜镇区
榜镇区為緬甸孟邦直通縣的鎮區。2014年人口218,459人，區域面積974.37平方公里。該鎮區轄下63個村莊。榜為該鎮區首府。